# La Communion solennelle
Pour plus de détails, voir Fiche technique et Distribution.
La Communion solennelle est un film français réalisé par René Féret et sorti en 1977.

## Synopsis
À l'occasion d'une communion solennelle, toute une famille se retrouve dans une grande propriété du nord de la France. Les multiples retours en arrière permettent de suivre la famille de 1900 aux années 1970.

## Fiche technique
- Titre : La Communion solennelle
- Réalisation : René Féret, assisté de Jean-Patrick Lebel et Claude Gaignaire
- Scénario : René Féret
- Directeur de la photographie et cadreur : Jean-François Robin
- Premier assistant opérateur : Eduardo Serra
- format scope Eastmancolor
- Musique et arrangements : Sergio Ortega
- Chanson-ballade interprétée par Serge Reggiani
- Décors et costumes : Hilton McConnico
- Son : Francis Bonfanti
- Montage : Vincent Pinel
- Producteurs : René Féret, Michelle Plaa
- Production : Les Films de l'Arquebuse (René Féret), FR3, INA
- Genre : comédie dramatique
- Durée : 106 minutes
- Tournage : du 26-7 au 4-10-1976 à Beuvry, Anzin La Bassée et Wingles
- Date de sortie : 27 avril 1977

## Distribution
- Jean-Pierre Agazar : Jules Lhomme
- Yveline Ailhaud : Marie Paulet-Lhomme
- Valentine Albin : Odélie Blanc
- Michel Amphoux : Alfred Descamps
- Roland Amstutz : Raoul Lhomme
- Fabienne Arel : Mathilde Ternolain
- Ariane Ascaride : Palmire Blanchard-Lhomme
- Pierre Ascaride : Pierre Gravet
- Mathilde Azouvi : Josette Dauchy, 11 ans
- Nathalie Baye : Jeanne Vandenberghe
- Claude Bouchery : Jules Ternolain
- Myriam Boyer : Léone Gravet-Ruc
- Isabelle Caillard : Josette Dauchy-Gravet, jeune
- Olivier Caillard : Arnaud Gravet, 14 ans
- Thierry Carpentier : Un enfant d'Honoré Dauchy
- Gérard Chaillou : Marcel Dauchy
- Monique Chaumette : Lise Paulet-Dauchy, 40 ans
- Jenny Clève : Lucie Fourcignie-Ternolain
- Marcel Dalio : Charles Gravet, âgé
- Paul Descombes : Julien 1 Gravet, 50 ans
- Christian Drillaud : Charles Gravet, jeune
- René Féret : Julien 1 Gravet, jeune
- Sophie Féret : Un enfant d'Honoré Dauchy
- Patrick Fierry : François Dauchy, jeune
- Pierre Forget : François Dauchy, 50 ans
- Jany Gastaldi : Lise Paulet-Dauchy, 20 ans
- Philippe Gorgibus : Roland Lhomme
- Marief Guittier : Julie Ternolain-Gravet, 25 ans
- Judith Guittier : Un enfant d'Honoré Dauchy
- Martine Kalayan : Jacqueline Pernot-Dauchy
- Eric Lebel : Julien 1 Gravet, adolescent
- Barbara Lemaire : Odette Descamps-Gravet
- Philippe Léotard : Jacques Gravet, adulte
- André Marcon : Lucien Gravet
- Monique Mélinand : Julie Ternolain, 45 ans
- Sylviane Nicolas : Léonore Dauchy, jeune
- Pierre Pernet : Honoré Dauchy, adulte
- Julie Pernet : Une enfant d'Honoré Dauchy
- Mathieu Pernet : Un enfant d'Honoré
- Jean-Claude Perrin : Eugène Ruc
- Vincent Pinel : Léon Gravet
- Suzy Rambaud : Louisette Blanc-Gravet
- Yves Reynaud : Gaston Gravet
- Mireille Rivat : Rachelle Blanchard-Lhomme
- Claude-Émile Rosen : Honoré Dauchy, vieux
- Véronique Silver : Josette Dauchy-Gravet, 40 ans
- Manuel Strosser : Julien 3 Gravet, enfant / Le communiant
- Pierre-Olivier Such : Arnaud Gravet, 4 ans
- Jean-David Sultan : François Dauchy, 10 ans
- Andrée Tainsy : Charlotte Fourcignie
- Dominique Arden : Edwuge Rapet
- Jacqueline Caillard : La cliente aux cheveux bleus
- Rémi Carpentier : Le mineur optimiste
- Gérard Cruchet : Le mineur pessimiste
- Alain Chevallier : Le notaire
- Émile Decotty : L'accordéoniste
- Guy Dhers : Un syndicaliste
- André Guittier : L'employé de la direction des mines
- Bernard Mounier : Le présentateur du strip-tease
- François Nadal : Le paysan tueur
- Philippe Nahon : Un syndicaliste
- Francine Olivier : La paysanne (accident de Charlotte)
- Abbi Patrick : Le soldat de 1917
- Denise Péron : La gouvernante-paysanne
- Françoise Pinel : La dame de l'hôtel
- Iris Schmidt : La strip-teaseuse
- Liliane Taylor : La servante aux seins nus
- Guillaume Lebel : Julien II Gravet
- Emmanuelle Strochl
- Guillaume Bec
- Armelle Galliès
- Jean-Marc Tran
- Ricahrd Barbier
- Coline Serreau
- et la voix de Serge Reggiani : le récitant